# Ivan Šedivý
Ivan Šedivý (* 22. července 1959, Praha) je český historik zaměřující se na výzkum českých a československých moderních dějin, především na dějiny vojenství, téma první světové války a meziválečného období.

## Život
Po maturitě na pražském gymnáziu v Ohradní ulici v roce 1978 absolvoval v letech 1978 až 1983 studium na Filozofické fakultě Univerzity Karlovy. Od roku 1985 do roku 1989 pak dokončil rovněž doktorský studijní program a působil na Ústavu československých a světových dějin ČSAV. V 90. letech byl výkonným redaktorem Českého časopisu historického. Do roku 1996 působil na Historickém ústavu Akademie věd ČR a do roku 2002 pak na Historickém ústavu Armády ČR. V letech 2002 až 2003 byl šéfredaktorem časopisu Dějiny a současnost, 2003 až 2005 působil jako ředitel Masarykova ústavu AV ČR, kde dále pracoval až do roku 2014. V roce 2005 byl habilitován na Filozofické fakultě Univerzity Karlovy v oboru české dějiny, profesorem se zaměřením na české a československé dějiny se stal v roce 2009 na Slezské univerzitě v Opavě. Od tohoto roku působí na Metropolitní univerzitě Praha a na Ústavu českých dějin FF UK. Mezi lety 2010 a 2014 působil na FF UK v pozici proděkana pro vědu a výzkum.
Specializuje se na výzkum vojenských dějiny habsburské monarchie, československých dějin v období první republiky a na české země během první světové války. Jeho manželkou je Silvie Šedivá Hradcová.

### Monografie
- Za Československou republiku 1914-1918, Praha, SPN, 1991.
- Češi, české země a Velká válka 1914-1918, Praha, Nakladatelství Lidové noviny, 2001.
- Válka a armáda v českých dějinách : sociohistorické črty , Praha, Nakladatelství Lidové noviny, 2008. (spoluautorka Marie Koldinská)
- Dějiny Česka, Praha, Nakladatelství Lidové noviny, 2019. (spoluautor Jan Klápště)